# BS-420
BS-420 – polska, prototypowa bomba burząca skonstruowana w 1938 roku w Biurze Studiów Spółki Akcyjnej Wielkich Pieców i Zakładów Ostrowieckich. Była to bomba cylindryczna, przeznaczona do przenoszenia w komorze bombowej.